# Heliophanus brevis
Heliophanus brevis là một loài nhện trong họ Salticidae.
Loài này thuộc chi Heliophanus. Heliophanus brevis được Wanda Wesołowska miêu tả năm 2003.